# Vicente Rocafuerte
Vicente Rocafuerte (Guayaquil, 1783 – Lima, 1847), polític i escriptor equatorià. President de l'Equador (10-09-1834 – 31-01-1839).
Abans de la independència de l'Equador, Rocafuerte es destacà com a polític i la ciutat de Guayaquil l'escollí com a portaveu per a les corts de Cadis de 1812. Fins al 1817 residí a Europa i poc després de retornar a l'Equador inicià una tasca diplomàtica com a representant de Simón Bolívar als Estats Units, Mèxic i el Regne Unit, donant suport al projecte bolivarià d'unió americana.
Després del fracàs d'una unió sud-americana i de la Gran Colòmbia, Rocafuerte retornà a l'Equador, on combaté el govern de Juan José Flores i fou desterrat al Perú. Posteriorment fou un dels principals impulsors de la revolució de març de 1845 que derrocà a Flores i el col·locà com a president de la República. Durant el seu govern liberalitzà l'economia, reforça l'educació primària i universitària i s'enfrontà a les elits de Guayaquil en un intent d'enfortir la unitat del país. Una vegada finalitzat el seu govern fou nomenat governador de la província del Guayas.